# Pier Maria I. de’ Rossi

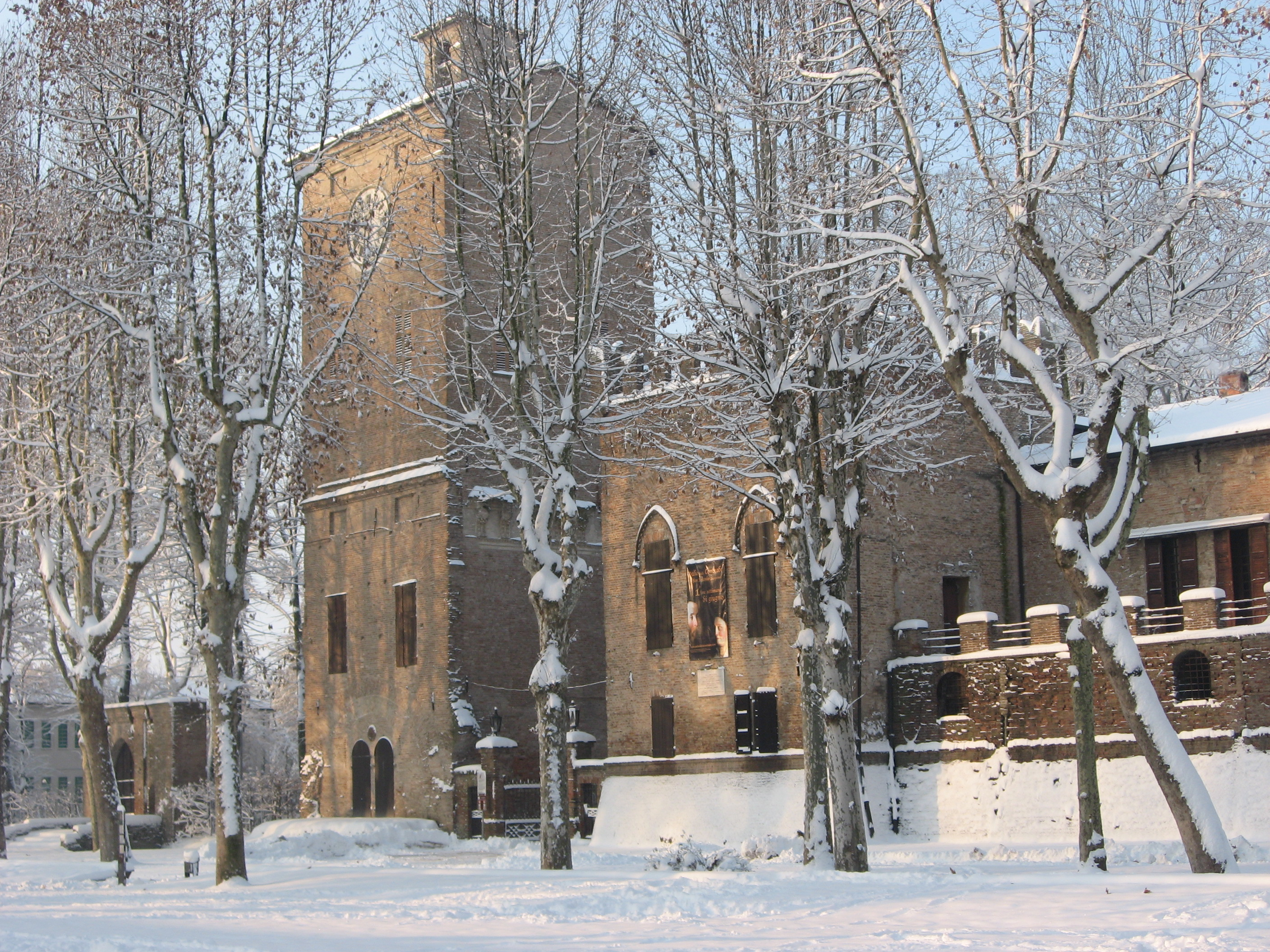
Die Rocca dei Rossi in San Secondo, die Pier Maria I. de’ Rossi erbauen ließ.

Wappen der Rossis von Parma.

Pier Maria I. de’ Rossi (* 1374 in Parma; † 1438 in Venedig), auch Pietro Maria I. Rossi, war ein italienischer Adliger und hatte den Beinamen Il Magnifico.

## Biografie
Der Sohn von Bertrando de’ Rossi Junior und Eleonora de’ Rossi folgte 1396 seinem Vater als Graf von San Secondo, Berceto und Corniglio nach. Er erhielt in den ersten Tagen des Jahres 1400 von Bischof Giovanni Rusconi die Bestätigung des Erwerbs von San Secondo, sodass er seinen Besitz ruhiger genießen konnte; im Folgejahr (24. Oktober 1401) kaufte er von den verschuldeten Kanonikern des Domkapitels von Parma das angrenzende Lehen Pizzo unter Ausschluss der Ortsteile San Quirico, Ronchetti, Corticelli und Castell’Aicardi, die aber mit der Zeit alle unter die Herrschaft der Rossis fielen.
1404 teilte er sich mit Ottobuono de’ Terzi die Herrschaft über Parma, aber im Jahr darauf war er gezwungen, diese aufzugeben, nachdem De’ Terzi mit schrecklichen Verfolgungen seiner Familie begann.
Drei Jahre später, 1407, musste Pier Maria einen Aufstand in San Secondo wegen der Steuerlast niederschlagen. Die Aufständischen verbarrikadierten sich und widerstanden einige Monate lang der Belagerung, der Pier Marias Armee die Siedlung unterzog. Als sie um das Ende der Belagerung baten, erhielten sie diese dadurch, dass sie ihren Gehorsam zeigten, aber die befestigte Siedlung hatte erhebliche Schäden erlitten und blieb lange Zeit vollkommen unbewohnt.
Nach 1408 wurde Pier Maria durch die Fieschis gefangen genommen, mit denen er über den Besitz von Pontremoli in Streit geraten war. Nachdem er freigelassen worden war, begab er sich an den Hof der D’Estes, der neuen Herren von Parma. 1413 erhielt er die Investitur in das Lehen von San Secondo durch den Kaiser Sigismund. Im selben Jahr folgte er dem Markgrafen Niccolò III. d’Este nach Jerusalem, wo er als Zeichen der Ehre und Auszeichnung das Zingulum des Heiligen Grabes erhielt.
Dennoch führten die veränderten Verteidigungsbedürfnisse dazu, dass die Siedlung San Secondo gegenüber dem Verwaltungszentrum der Rossis bevorzugt wurde, das bis dahin Felino war, also begann Pier Maria, die Siedlung San Secondo wiederaufzubauen und zu befestigen; er ließ sie mit einer Mauer und einem Wassergraben umgeben, der mit dem Wasser des Alten Taro gefüllt wurde; später, um 1413,  ließ er auf dem gegenüberliegenden Ufer des Flusses die Rocca dei Rossi errichten.
1420 gab er Parma an die Viscontis auf und zog sich nach Venedig zurück.
Er war Musiktheoretiker und Komponist. Giorgio Anselmi bezeichnete ihn in seinem Traktat „De harmonia dialogi“ als ausgezeichneten Lehrer, dem er sein Werk gewidmet hatte. Er komponierte drei Motetten für drei Stimmen und eine Ballade für zwei Stimmen.
Auf einer Steintafel in der Antoniuskirche von Parma steht: „Ein goldenes Gewand hatte er sich im Leben verdient | Jetzt bedeckt ein roter Stein Pietro dei Rossi.“
Der Titel „Il Magnifico“ geht aus der Elogia Virorum Rosciorum von Federico de’ Rossi (um 1565) hervor.

## Verwandte
Pier Maria I. heiratete Maria Giovanna Cavalcabò und hatte mit ihr vier Kinder:
- Pier Maria II. de’ Rossi (1413–1482)
- Caterina de’ Rossi
- Francesca de’ Rossi
- Maria Bianca de’ Rossi